# Читанава, Мариями Софромовна
Мариями Софромовна Читанава (1905 год, Зугдидский уезд, Кутаисская губерния, Российская империя — неизвестно, Хобский район, Грузинская ССР) — колхозница колхоза имени Сталина Хобского района, Грузинская ССР. Герой Социалистического Труда (1949).

## Биография
Родилась в 1905 году в крестьянской семье в одном из сельских населённых пунктов Зугдидского уезда. После окончания местной начальной школы трудилась в сельском хозяйстве. Во время коллективизации вступила в колхоз имени Сталина Хобского района. Трудилась рядовой колхозницей в колхозном саду колхоза, выращивая цитрусовые плоды.
В 1948 году собрала в среднем по 457 штук лимонов с каждого дерева с 255 плодоносящих деревьев. Указом Президиума Верховного Совета СССР от 29 августа 1949 года удостоена звания Героя Социалистического Труда за «получение высоких урожаев сортового зелёного чайного листа и цитрусовых плодов в 1948 году» с вручением ордена Ленина и золотой медали «Серп и Молот» (№ 4598).
Проживала в Хобском районе (сегодня — Хобский муниципалитет). Дата её смерти не установлена.